# 長崎市立高島小学校
長崎市立高島小学校（ながさきしりつ たかしましょうがっこう, Nagasaki City Takashima Elementary School）は、長崎県長崎市高島町にある公立小学校。高島地区唯一の小学校である。
かつては高島炭鉱で栄え、1962年（昭和37年）には児童数が約2,900名にも達したが、炭鉱の閉山と少子化で町の人口が急激に減少し、それに伴い児童数も減少した。
2016年現在、在籍児童数は6名と少なく、いつ廃校になってもおかしくない状態となっている。

## 沿革
- 1875年（明治8年）3月31日 - 「公立下等高島小学校」（修業年限4年）が創立。本町の民家を校舎として使用。その後校舎を建設。
- 1886年（明治19年） - 小学校令により、「高島尋常小学校」と改称。
- 1898年（明治31年） - 高等科を併置し、「高島尋常高等小学校」と改称。
- 1930年（昭和5年）2月14日 - 校歌を制定。
- 1941年（昭和16年） - 国民学校令により、「高島村国民学校」と改称。
- 1947年（昭和22年）4月1日 - 学制改革（六・三制の実施）
  - 旧・国民学校の初等科を改組し、「高島村立高島小学校」とする。
  - 旧・国民学校の高等科を改組し、「高島村立高島中学校」とし、新校舎完成までの間、小学校に併設。
  - その後、児童・生徒数の増加に伴い、中学校校舎を別の敷地に建設し、併設を解消。
- 1948年（昭和23年） - 町制施行に伴い、「高島町立高島小学校」と改称。
- 1975年（昭和50年） - 創立100周年記念として、前庭に「大地に立って天に伸びよ」の像を建立。像の制作者は山﨑和國（彫刻家）。
- 1995年（平成7年） - 高島中学校の校地に移転し、再び中学校との併設校となる。
- 2004年（平成16年）1月 - 高島町が長崎市と合併したことにより、「長崎市立高島小学校」（現在名）と改称。

## 校歌
- 1930年（昭和5年）2月14日に制定。
  - 3番まであり、各番に校名の「高島」が登場する。（2番には「高きは島の」）
  - 長崎港の別名「鶴の港」が歌詞に登場する。

## 交流校
- 長崎大学教育学部附属小学校
- 長崎市立佐古小学校（さこ）
- 長崎市立西坂小学校
- 長崎市立大浦小学校

## アクセス
- 島外から
  - 長崎汽船（野母商船グループ）高速船「コバルトクイーン号」
    - 長崎港ターミナル（長崎市大波止）と伊王島、高島を結ぶ。長崎港ターミナルから所要時間約35分。
- 島内
  - 長崎市コミュニティーバス（富川運送が運行）※スマートカード使用不可。[2]
    - 「公営一」バス停